# بوبروونگکی (استان لوبلین)
بوبروونگکی (به لهستانی:  Bobrowniki) یک روستا در لهستان است که در گمینا رکی واقع شده‌است. بوبروونگکی ۶۱۰ نفر جمعیت دارد و ۱۱۵ متر بالاتر از سطح دریا واقع شده‌است.